# HC Plzeň 2000
HC Plzeň 2000 (celým názvem: Hockey Club Plzeň 2000) byl český klub ledního hokeje, který sídlil v Plzni v Plzeňském kraji. Založen byl v roce 2000, zanikl v roce 2015. V letech 2010–2010 působil v Plzeňské krajské soutěži – sk. B, šesté české nejvyšší soutěži ledního hokeje.
Své domácí zápasy odehrával na zimním stadionu Košutka s kapacitou 255 diváků.

## Přehled ligové účasti
Stručný přehled
Zdroj:
- 2010–2015: Plzeňská krajská soutěž – sk. B (6. ligová úroveň v České republice)

Jednotlivé ročníky
Zdroj:
Legenda: ZČ – základní část, červené podbarvení – sestup, zelené podbarvení – postup, fialové podbarvení – reorganizace, změna skupiny či soutěže
| Česko (2010 – 2015) |                                 |           |           |                                     |          |
| Sezóny              | Soutěž                          | Úroveň    | ZČ        | Play-off, nadstavba, sk. o udržení… | Poznámky |
| 2010/11             | Plzeňská krajská soutěž – sk. B | 6. úroveň | 9. místo  |                                     |          |
| 2011/12             | Plzeňská krajská soutěž – sk. B | 6. úroveň | 7. místo  | Čtvrtfinále                         |          |
| 2012/13             | Plzeňská krajská soutěž – sk. B | 6. úroveň | 8. místo  | Čtvrtfinále                         |          |
| 2013/14             | Plzeňská krajská soutěž – sk. B | 6. úroveň | 10. místo |                                     |          |
| 2014/15             | Plzeňská krajská soutěž – sk. B | 6. úroveň | 11. místo |                                     | Sestup   |